# Андалусская низменность
Андалу́сская ни́зменность (исп. Depresión Bética) — низменность на юге Испании, между горами Сьерра-Морена на севере и Андалусскими горами на юге и востоке.
Имеет треугольную форму, постепенно расширяясь и опускаясь к юго-западу, выходя к Атлантическому океану, где берег образует широкий дугообразный врез Кадисского залива.
К югу от низменности протягивается (с юго-запада к северо-востоку) мощная система гор Кордильера-Бетика, у подножия которых лежит южное и юго-восточное средиземноморское побережье Испании. К востоку Андалузская низменность выклинивается, и Бетские горы тесно смыкаются с юго-восточным углом Месеты. Далее к северо-востоку Андалузские горы заканчиваются в районе мыса Нао. Тектоническим продолжением их является вытянутая от юго-запада к северо-востоку группа Питиузских и Балеарских островов.
Протяжённость составляет около 300 км. Низменность расположена на месте предгорного прогиба, расширяющегося к западу и заполненного кайнозойскими морскими и речными отложениями. Дренируется преимущественно рекой Гвадалквивир и её притоками. Преобладает холмистый рельеф.
Климат средиземноморский; количество осадков составляет 400—700 мм в год. Заросли средиземноморских кустарников: маквис, пальмито, гаррига. Большая часть территории занята посевами пшеницы, кукурузы, сахарной свёклы, рощами олив и цитрусовых, пробкового дуба, виноградниками. Низменность густо заселена, здесь находятся такие крупные города, как Севилья, Кордова, Кадис, Уэльва.